# Tito Solari Capellari
Tito Solari Capellari, SDB (Prato Carnico, 2 de setembro de 1939) é prelado italiano da Igreja Católica Romana e arcebispo emérito de Cochabamba na Bolívia.

## Biografia
Nasceu em Pesariis, fração da comuna de Prato Carnico, na Itália. Realizou os estudos primários em sua cidade natal e, em seguida, ingressou no colégio salesiano de Tolmezzo.
Iniciou o noviciado nos Salesianos de Dom Bosco em Albarè de Costermano, Verona. Emitiu a profissão religiosa em 14 de agosto de 1962. Cursou filosofia e teologia no Instituto Internacional Dom Bosco de Turim. Foi ordenado sacerdote em 23 de dezembro de 1966 em sua cidade natal. Serviu como professor e prefeito de estudos do Instituto Salesiano de Castello di Godego, Treviso
Chegou à Bolívia em 1974, como parte da expedição de um grupo de salesianos da Província de Veneza para abrir uma missão em Ypacaní. A partir de 1981, serviu como pároco dessa missão e como inspetor provincial da comunidade salesiana na Bolívia, chamada Nossa Senhora de Copacabana.
Em 16 de dezembro de 1986, o Papa João Paulo II nomeou-o bispo titular de Águas Novas da Numídia e auxiliar de Santa Cruz de la Sierra. O arcebispo metropolita Dom Luis Aníbal Rodríguez Pardo deu-lhe a consagração episcopal em 19 de março de 1987. Os co-consagrantes foram o núncio apostólico na Bolívia, Dom Santos Abril y Castelló, e o arcebispo metropolita de Cochabamba, Dom Gennaro Maria Prata Vuolo, SDB.
Em 7 de março de 1998, foi eleito arcebispo coadjutor da Arquidiocese de Cochabamba, com direito a suceder ao arcebispo Dom René Fernández Apaza, fato que se deu em 8 de julho de 1999. No Ano Santo de 2000, recebeu o pálio de metropolita do Papa João Paulo II.
O Papa Francisco aceitou sua aposentadoria em 24 de setembro de 2014, nomeando como seu sucessor Dom Oscar Omar Aparicio Céspedes, então bispo castrense da Bolívia.
Em março de 2017, a prefeitura e o Conselho Municipal de Cochabamba conferiram-lhe a Medalha Padre Antonio Bertha. Tal distinção, outorgada por motivo do Dia dos Pais na Bolívia, comemorado no mesmo dia que a Igreja celebra a Solenidade de São José, 19 de março, confere reconhecimentos tanto a destacados pais de família como figuras paternais.
A pedido de seus superiores, entre janeiro de 2019 e novembro de 2020, participou da equipe de formação do Teologado Salesiano de Bogotá, na Colômbia, onde também se formam os membros da comunidade salesiana da Bolívia que são candidatos ao sacerdócio. Regressou então para a Bolívia, estabelecendo-se desta vem em Cobija, por obediência ao dever missionário proposto por sua congregação, trabahando em colaboração ao prelado local, Dom Eugenio Coter, vigário apostólico de Pando, o qual fora seu colaborador quando arcebispo de Cochabamba.